# Basil Megaw
Basil Richardson Stanley Megaw (22 juin 1913 - 22 août 2002) est un archéologue britannique. Il est le premier directeur de l’École d’études écossaises d’Édimbourg.

## Biographie
Il est né le 22 juin 1913 à Belfast, fils d'Arthur S. Megaw et de son épouse, Helen Bertha Smith. Il fait ses études à Mourne Grange puis au Campbell College de Belfast. Il obtient ensuite une place à Peterhouse, Cambridge où il obtient un BA en archéologie et anthropologie en 1935. Ses frères Eric Megaw et Peter Megaw sont également remarquables dans leurs domaines.
Il rejoint le Manx Museum en 1936 en tant que directeur adjoint et en 1940, il remplace William Cubbon en tant que directeur, occupant ce poste de 1947 à 1957.
En 1940, il est également nommé inspecteur des monuments anciens en Angleterre, mais il ne peut pas prendre son poste en raison de la Seconde Guerre mondiale. Il devient à la place officier scientifique pour le RAF Bomber Command.
De 1957 à 1969, il est directeur de l'École d'études écossaises, remplacé en 1969 par le professeur John MacQueen (1929-2019).
En 1966, il est élu membre de la Royal Society d'Édimbourg avec comme proposants Douglas Allan, James Wreford Watson (en), Alexander Charles Stephen (en) et Douglas Guthrie (en).
De 1974 à 1977, il est vice-président de la Société des antiquaires d'Écosse.
Il prend sa retraite complète en 1980 et est décédé à Stevenage le 22 août 2002.